# Забув
«Забув» — сингл з альбому «Сила», українського гурту «Танок на Майдані Конґо».

## Композиції
1. «Забув»
2. «Ноу Кіпіш»
3. «ШоПопалоШоу» 2005
4. «L’arrestation»
5. «Арешт» Slava Flesh mix
6. «Забув» instrumental
7. «Забув» a capella
8. «Забув» video

+ «Забув-файли» 4 remixes

## Інше
- Кліп на порталі Youtube [Архівовано 2 лютого 2021 у Wayback Machine.]
- Огляд релізу на порталі UMKA.COM.UA [Архівовано 30 травня 2009 у Wayback Machine.]